# Валпараизу-ди-Гояс
Валпараизу-ди-Гояс (порт. Valparaíso de Goiás) — муниципалитет в Бразилии, входит в штат Гояс. Составная часть мезорегиона Восток штата Гойяс. Входит в экономико-статистический микрорегион Энторну-ду-Дистриту-Федерал. Население составляет 145 675 человек на 2007 год. Занимает площадь 60,111 км². Плотность населения — 2061,5 чел./км².

## История
Город основан 15 июня 1995 года.

## Статистика
- Валовой внутренний продукт на 2004 год составляет 276 764 730,00 реалов (данные: Бразильский институт географии и статистики).
- Валовой внутренний продукт на душу населения на 2004 год составляет 2406,00 реалов (данные: Бразильский институт географии и статистики)
- Индекс развития человеческого потенциала на 2000 год составляет 0,795 (данные: Программа развития ООН).

## География
Климат местности: тропический.